# Gutenstein
Gutenstein je městys v okrese Vídeňské Nové Město v rakouské spolkové zemi Dolní Rakousy. K 1. lednu 2017 zde žilo 1 317 obyvatel.
Gutensteion je významným katolickým poutním místem. Pro vyvážené podnebí je Gutenstein také výletním místem.

## Geografie
Gutenstein leží v Industrieviertelu (Průmyslové čtvrti) v údolí řeky Piesting v Dolních Rakousích. Oblast patří k Severním vápencovým Alpám, do míst nazývané Gutensteinské Alpy, jádrem zóny Piestingského údolí. Plocha území městyse činí 104,2 kilometrů čtverečních. 91 % plochy území je zalesněno.

### Katastrální území
- Gutenstein
- Klostertal
- Längapiesting
- Steinapiesting
- Vorderbruck

## Historie
Před naším letopočtem byla oblast součástí keltské království Noricum a patřila do prostředí keltského výšinného hradu Burgbergu, který byl hlavním místem pro celé severovýchodní Noricum.
Později za Římanů byl dnešní Gutenstein v provincii Panonie.
Roku 1321 Fridrich Sličný (1289–1330) povýšil Gutenstein na městys.

## Pamětihodnosti
- Zřícenina hradu Gutenstein
- Zámek Hoyosů se zámeckým parkem
- Farní kostel
- Poutní kostel Panny Marie Pomocné Gutenstein – postavený 1668–1688, barokní kostel vysvěcený „Panně Marii Pomocné", v 18. století zničený ohněm, o něco větší byl znovu postavený
- Raimundův památník - památník dramatika Ferdinanda Raimunda
- Hasičské muzeum
- Lesnicko rolnické muzeum
- Nadace Huberta Aratyma – prezentace díla malíře Huberta Aratyma

## Pravidelné slavnosti
- Kulturní léto Gutenstein - Festival Gutenstein (dříve "Raimundovy hry". V letech 2000 až 2007 byl pod režií Ernsta Wolframa Marboe (* 1938) vše osm divadelních her Ferdinanda Raimunda všechny hry v jednom souboru. Záznamy her zajistilo rádio ORF-zemské studio Dolní Rakousy. Od roku 2008 byly dávány díla i jiných autorů. Název "Raimundovy hry" se změnil na "Festival Gutenstein".
- Koncerty "Mistrovská třída" a jiné
- Radiodílna ORF

## Politika
- Starostou městyse je Johannes Seper, vedoucím kanceláře Friedrich Fischer.
- V obecním zastupitelstvu je 19 křesel, která po volbách 14. března 2010 byla podle získaných mandátů rozdělena takto:
  - * ÖVP 14
  - * SPÖ 5

### Vývoj počtu obyvatel
- 1971 1714
- 1981 1550
- 1991 1586
- 2001 1402

### Partnerské obce
Gutenstein v Horním Podunají v (Baden-Württembersku), Německo

## Hospodářství a infrastruktura
Nezemědělských pracovišť bylo v roce 2001 85, zemědělských a lesnických pracovišť bylo v roce 1999 69. Počet výdělečně činných obyvatel v místě bydliště bylo v roce 2001 547. tj. 40,29 %.

### Doprava
Gutensteiner Straße "B 21" a také Gutensteinerbahn končí v obci a vytváří bezprostřední spojení s hlavním městem „Industrielu“ Vídeňským Novým Městem.

## Osobnosti

### Rodáci
- Hubert Aratym (1926–2000) – rakouský malíř, sochař a scénograf
- Sepp Tiefenbacher (1925–2009) – básník domova

### Příznivci obce
- Friedrich der Schöne (1289–1330) – vévoda rakouský a štýrský, v letech 1314–1330 (jako Friedrich III.) protikrál Svaté říše římské, zemřel na hradě Gutenstein, kde strávil poslední léta života
- Ferdinand Raimund (1790–1836) – rakouský dramatik, nerozlučný s Gutensteinem. Básník a herec biedermeieru narozený v Gutensteinu, usadil se tu v roce 1834, a je tu pohřben.
- Rudolf Tyrolt (1848–1929) – rakouský herec a spisovatel, v Gutenstein zemřel a je zde pohřben.
- Hans Kaltneker (1895–1919) – rakouský vypravěč, básník a dramatik, jeden z hlavních představitelů rakouského expresionismu, v Gutensteinu pohřben.